# Malapterurus teugelsi
Malapterurus teugelsi är en fiskart som beskrevs av Norris 2002. Malapterurus teugelsi ingår i släktet Malapterurus och familjen Malapteruridae. IUCN kategoriserar arten globalt som nära hotad. Inga underarter finns listade i Catalogue of Life.